# Obersendling (metrostation)
Obersendling is een metrostation in de wijk Obersendling-Thalkirchen van de Duitse stad München. Het station werd geopend op 28 oktober 1989 en wordt bediend door lijn U3 van de metro van München.